# Stazione di Ōsakatemmangū
La stazione di Ōsakatemmangū (大阪天満宮駅?, Ōsakatemmangū-eki) è una stazione ferroviaria sotterranea della linea JR Tōzai di Ōsaka in Giappone. La stazione è collegata a quella di Minami-Morimachi dove è possibile accedere alla linea Tanimachi e alla linea Sakaisuji della metropolitana di Osaka.

## Linee

### Treni
- JR West
  - ■ Linea JR Tōzai